# Аммер (приток Неккара)
Аммер (нем. Ammer) — река в Германии, протекает по земле Баден-Вюртемберг, речной индекс 23816. Речная система реки — Неккар → Рейн.
Аммер берёт начало в районе города Херренберга. Течёт на юго-восток и впадает в Неккар в черте города Тюбингена.
Высота истока составляет примерно 411 м, высота устья — 317 м. Длина реки составляет 22,5 км, площадь водосборного бассейна — 238,261 км².